# Osztrák Császárság
Az Osztrák Császárság (hivatalos neve 1804-1867 között: Osztrák Császárság (németül: Kaiserthum Oesterreich), 1867 és 1918 között:  a birodalmi tanácsban képviselt királyságok és országok (Die im Reichsrat vertretenen Königreiche und Länder), köznapi nevén, illetve egyszerűen Ausztria egy 1804-től 1918-ig létező állam volt Közép-Európában, amely állam 1804-től 1867-ig a Habsburg Monarchián belül, 1867-től pedig az Osztrák–Magyar Monarchia néven létrejövő államszövetség részeként, a reálunió két tagállama közül a Lajtán inneni része volt, más néven Ciszlajtánia vagy Lajtáninnen (németül: Cisleithanien vagy Zisleithanien, csehül: Předlitavsko, lengyelül: Przedlitawia, szlovénül: Cislajtanija, ukránul:  Цислейтанія), azaz az Ausztriai Császárság nem hivatalos megnevezése volt.
A Monarchia ciszlajtániai területével szemben ott volt a szintén nem hivatalosan Transzlajtánia névvel illetett Magyar Királyság, hivatalos megnevezése szerint a magyar szent korona országai, amelyet többször próbáltak beolvasztani az Osztrák Császárságba, de a magyar felfogás szerint közjogilag tőle mindig független maradt, mint ahogy az 1806-ban megszűnt elődállam Német-római Birodalomtól is.

## Létrejötte
Miután Napoleon Bonaparte francia első konzul I. Napóleon néven császárrá kiáltotta ki és megkoronázta saját magát 1804-ben megalapítva a Francia Császárságot, félő volt, hogy Napóleon megszünteti a rivális és már csak formálisan létező Német-római Császárságot, és ezzel a Habsburgok elvesztették volna az 1452 óta viselt császári címüket, amivel Európa első számú uralkodóiból visszacsúsztak volna a francia császár és orosz cár mögé. Ezt megakadályozandó az 1620-tól a Cseh Királyságot (Königreich Böhmen) is magában foglaló Osztrák örökös tartományokból (Habsburgische Erblande), valamint Lengyelországnak a Habsburg-uralom alá került területeiből, a Galíciai és Ladomériai Királyságból (Königreich Galizien und Lodomerien) megalapították az új államot, lényegében a császári címhez rendeltek hozzá területeket. Az osztrák császári cím már örökletes volt a választófejedelmek (Kurfürst) által megválasztott német-római császárral szemben. Államjogilag az osztrák felfogás szerint a Magyar Királyság csak az 1848-1849-es szabadságharc leverését követően, a neoabszolutizmus idején, a kiegyezést megelőzően tartozott az Osztrák Császársághoz, de a magyar közjogi gondolkodás ezt vitatja. 1867-ben a kiegyezéssel az Osztrák Császárság alakult át Osztrák-Magyar Monarchiává. A kiegyezést követően az osztrák birodalomfél neve mesterséges alkotás lett: a birodalmi tanácsban képviselt királyságok és országok, amelyet nem hivatalosan megint csak Osztrák Császárságnak kezdtek címezni a központi Ausztria nevének kiterjesztéseként. Az új császári cím és császárság megalapítását csak két évvel élte túl a német-római császári cím és a Német-római Császárság, amely 1806-ban valóban megszűnt, és ezzel a Habsburgok számára már csak az új császári cím maradt egészen 1918-ig.

Az Osztrák-Császárság kiscímere 1815-1866 között, 1867 és 1915 között pedig az Osztrák-Magyar Monarchia kiscímere.
Az Osztrák-Császárság középcímere 1815-1866 között, 1867 és 1915 között pedig az Osztrák-Magyar Monarchia középcímere.
Ciszlajtánia (birodalmi tanácsban képviselt királyságok és országok) kiscímere 1915-1918 között.
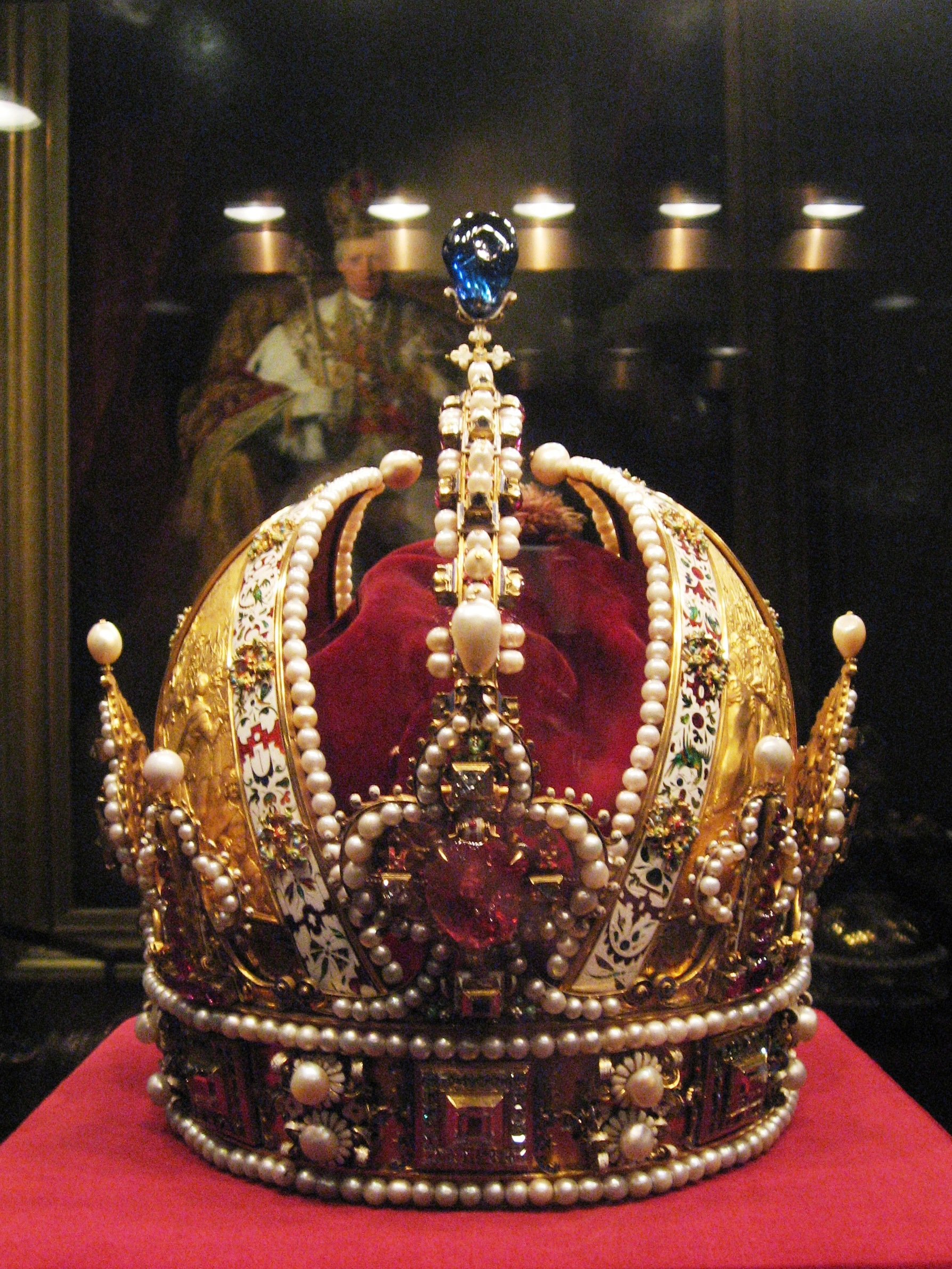
Az osztrák császári korona (Österreichische Kaiserkrone vagy Krone des Kaisertums Österreich), eredetileg II. Rudolf császár számára készült.
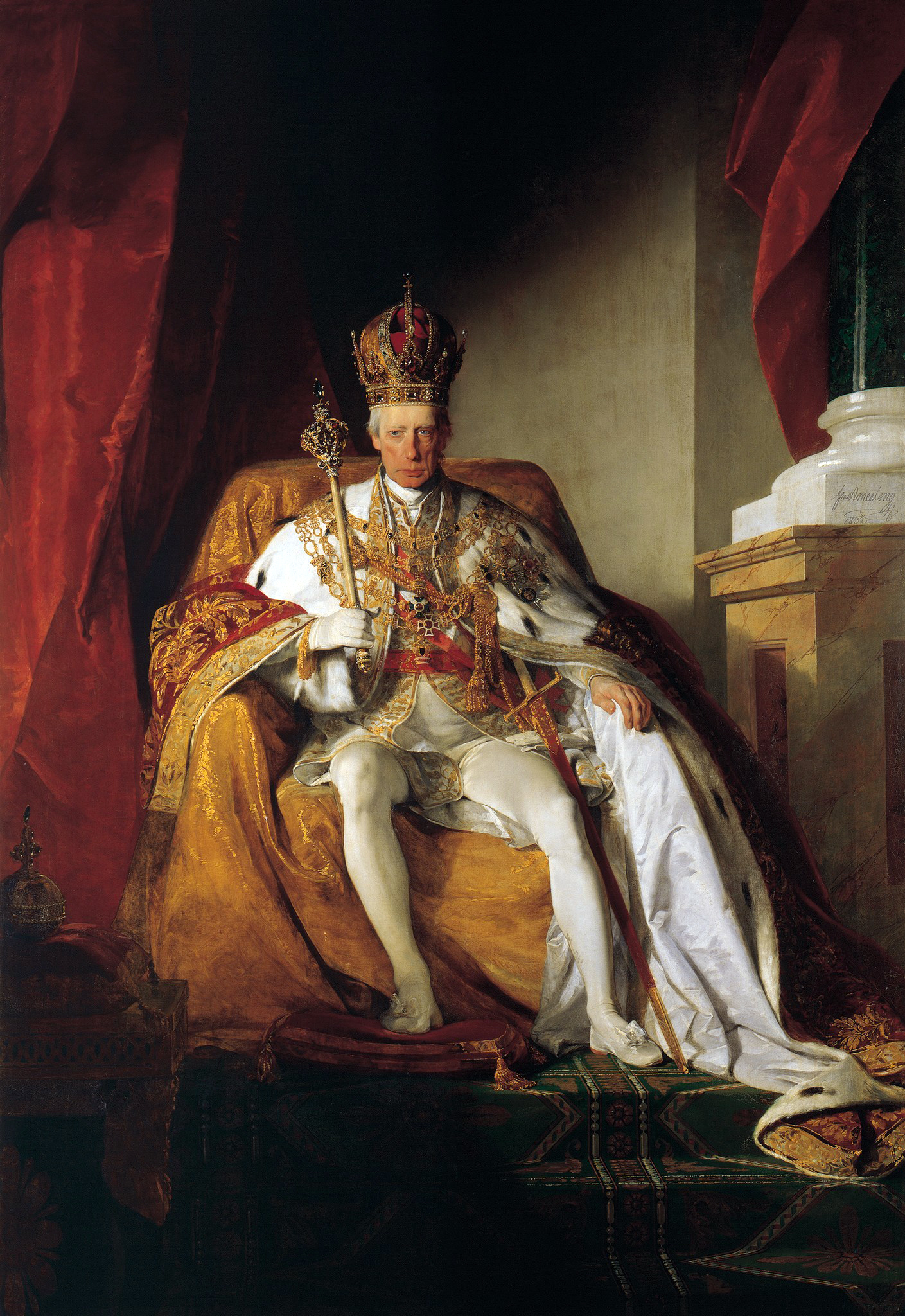
I. Ferenc, az első osztrák császár, teljes osztrák császári díszben.

## Az állam adatai

Ausztria–Magyarország:
Osztrák Császárság (Ciszlajtánia): 1. Csehország, 2. Bukovina, 3. Karintia, 4. Krajna, 5. Dalmácia, 6. Galícia, 7. Tengermellék, 8. Alsó-Ausztria, 9. Morvaország, 10. Salzburg, 11. Szilézia, 12. Stájerország, 13. Tirol, 14. Felső-Ausztria, 15. Vorarlberg;
Magyar Királyság (Transzlajtánia): 16. Magyarország 17. Horvát-Szlavónország;
osztrák–magyar kondomínium: 18. Bosznia és Hercegovina

Az Osztrák Császárság (Ciszlajtánia) központja Bécs volt, amely egyben a Monarchia egyik fővárosa is volt, Budapest mellett. 1910-ben a térségben élők száma 28 571 900 fő volt. A nyugati határának Vorarlberg, a keletinek a Galíciai Királyság valamint a Bukovinai Hercegség, az északinak a Cseh Királyság, a délinek pedig a Dalmáciai Királyság számított.

## Koronatartományok
|    | Állam                            | Német neve                             | Központ (németül)       |
| -- | -------------------------------- | -------------------------------------- | ----------------------- |
| 1  | Cseh Királyság                   | Königreich Böhmen                      | Prága (Prag)            |
| 2  | Bukovinai Hercegség              | Herzogtum Bukowina                     | Czernowitz (Chernivtsi) |
| 3  | Karintiai Hercegség              | Herzogtum Kärnten                      | Klagenfurt              |
| 4  | Krajnai Hercegség                | Herzogtum Krain                        | Ljubljana (Laibach)     |
| 5  | Dalmáciai Királyság              | Königreich Dalmatien                   | Zára (Zara)             |
| 6  | Galíciai és Ladomériai Királyság | Königreich Galizien und Lodomerien     | Lemberg                 |
| 7  | Osztrák Tengermellék             | Österreichisches Küstenland            | Trieszt (Triest)        |
| 8  | Alsó-Ausztriai Főhercegség       | Erzherzogtum Österreich unter der Enns | Bécs (Wien)             |
| 9  | Morvai Őrgrófság                 | Markgrafschaft Mähren                  | Brno (Brünn)            |
| 10 | Salzburgi Hercegség              | Herzogtum Salzburg                     | Salzburg                |
| 11 | Sziléziai Hercegség              | Herzogtum Schlesien                    | Opava (Troppau)         |
| 12 | Stájer Hercegség                 | Herzogtum Steiermark                   | Graz                    |
| 13 | Tiroli Hercegesített Grófság     | Gefürstete Grafschaft Tirol            | Innsbruck               |
| 14 | Felső-Ausztriai Főhercegség      | Erzherzogtum Österreich ob der Enns    | Linz                    |
| 15 | Vorarlberg                       |                                        | Bregenz                 |

## Transzlajtánia

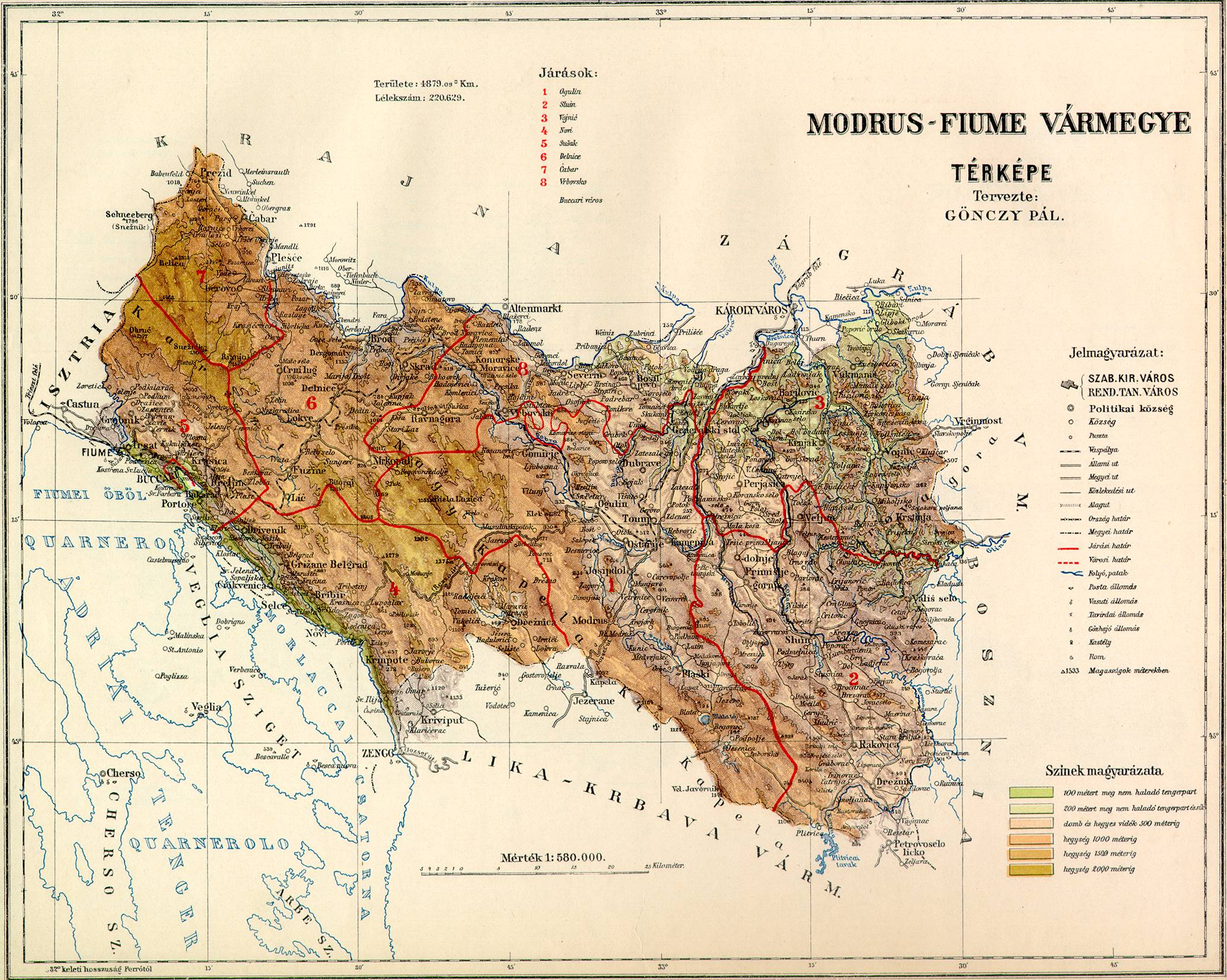
Fiume (Corpus separatum)

Szent István Koronájának Országai (Transzlajtánia), mely nem volt része az Osztrák Császárságnak:
- Magyarország
- Horvát-Szlavónország
- Fiume (Corpus separatum)

## Fordítás
- Ez a szócikk részben vagy egészben  a   Cisleithania című angol Wikipédia-szócikk fordításán alapul.  Az eredeti cikk szerkesztőit annak laptörténete sorolja fel. Ez a jelzés csupán a megfogalmazás eredetét és a szerzői jogokat jelzi, nem szolgál a cikkben szereplő információk forrásmegjelöléseként.